# The Story So Far (The Story So Far)
The Story So Far è il terzo album in studio dei The Story So Far, pubblicato il 19 maggio 2015 dalla Pure Noise Records.

## Tracce
1. Smile – 3:07
2. Heavy Gloom – 2:50
3. Distaste – 3:15
4. Solo – 2:38
5. Mock – 3:30
6. How You Are – 3:46
7. Nerve – 3:08
8. Phantom – 2:32
9. Scowl – 2:32
10. Stalemate – 3:15

Durata totale: 30:33

## Formazione
Formazione come da libretto
The Story So Far
- Parker Cannon – voce
- Kevin Geyer – chitarra solista
- Will Levy – chitarra ritmica
- Kelen Capener – basso
- Ryan Torf – batteria, percussioni, organo

Produzione
- Sam Pura –  produzione, ingegneria del suono, missaggio
- Ryan "Rings" Ellery – ingegneria del suono, assistenza al missaggio
- James Trevascus – assistenza all'ingegneria del suono, assistenza al missaggio
- Kris Crummett – mastering
- James Fisher – copertina, layout